# Tanytarsus mongolneous
Tanytarsus mongolneous är en tvåvingeart som beskrevs av Sasa och Suzuki 1997. Tanytarsus mongolneous ingår i släktet Tanytarsus och familjen fjädermyggor. Inga underarter finns listade i Catalogue of Life.